# Jimena (keresztnév)
A Jimena, hagyományos helyesírással Ximena (ejtsd: [chiména], IPA [çiˈmena]~[xiˈmena] ), középkori eredetű spanyol női név. Legelőször a Cid-eposzban fordult elő, ahol a főhős Rodrigo Díaz de Vivar („el Cid”) feleségét hívták így: 
| (spanyolul) «í estava doña Ximena con çinco dueñas de pro, rogando a San Pero e al Criador…» | (magyarul)„ott volt Ximena asszony öt belevaló hölggyel, könyörögve Szent Péternek s a Teremtőnek…” |
| – Cantar de Mio Çid (239–240; 1140 k.)                                                       | |

Eredetére nézve kétféle feltételezés létezik. Az egyik szerint a héber Szimeón (Simon) név női változata; a másik szerint, amely ma elfogadottabb, a baszk seme, ’fia’ szóra vezethető vissza. A belőle származó spanyol vezetéknév a Jiménez (írásban előfordul még a Giménez, Ximénez változatokban is).